# Crise de 1857

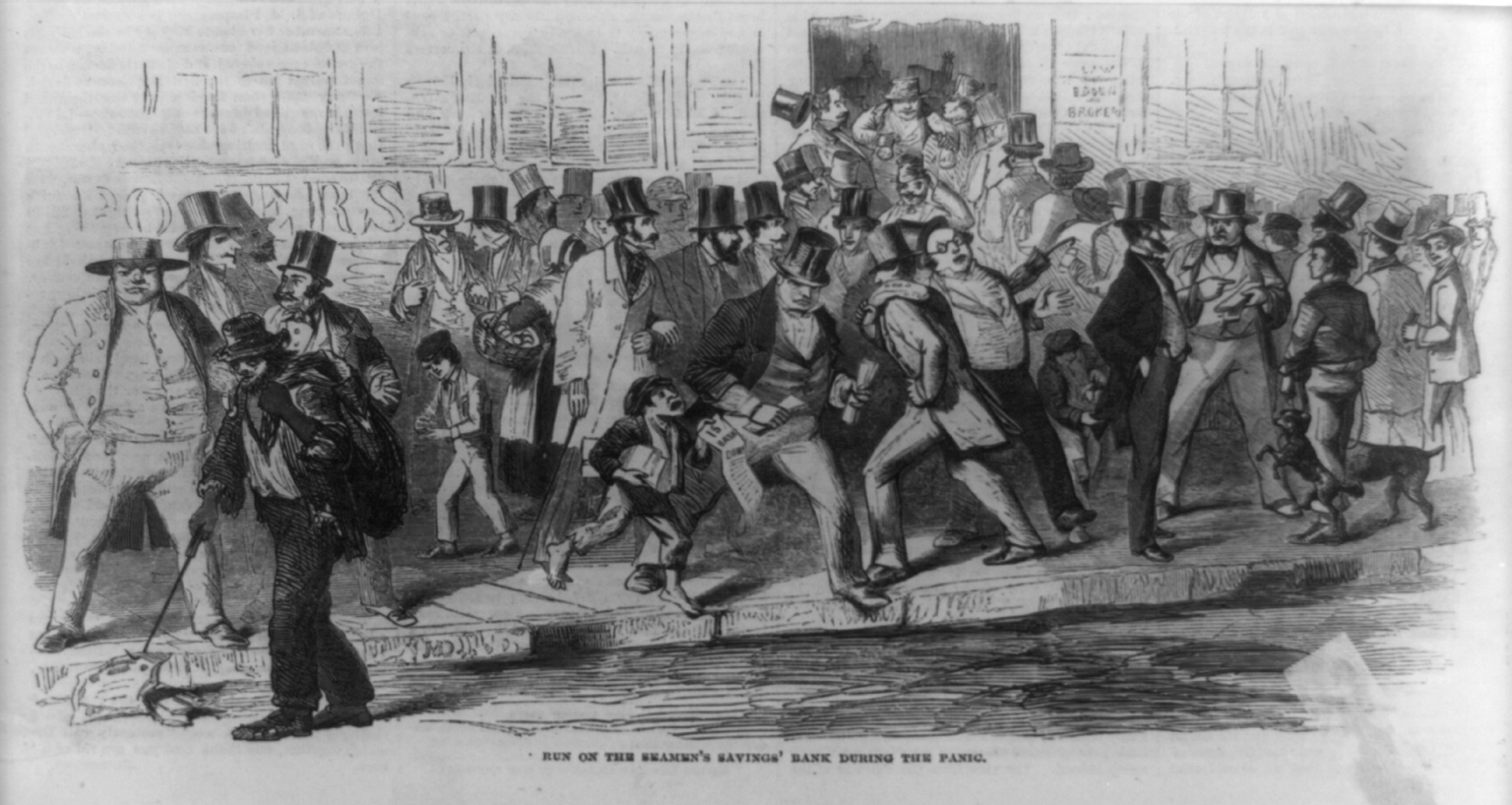
Corrida aos bancos que atingiu o Banco Seamen's Savings durante o pânico de 1857

A Crise de 1857 teve início com um pânico financeiro nos Estados Unidos causado por um declínio no desempenho da economia mundial e uma super-expansão da economia doméstica americana. Por causa da já considerável interconectividade na economia mundial nos anos 1850, a crise financeira que havia começado no outono (do hemisfério norte) de 1857 se tornaria na primeira crise econômica de escala global. Na Inglaterra, o governo Palmerston apertou os requisitos do Peel Banking Act de 1844 que exigia reservas metálicas em ouro e prata como lastro da quantidade de papel-moeda em circulação. Esse aperto foi o gatilho para o pânico na Grã-Bretanha.  Tendo início em setembro de 1857, a reviravolta financeira não durou muito, no entanto uma recuperação satisfatória não ocorreu nos Estados Unidos até a Guerra Civil. Depois da falência da Ohio Life Insurance and Trust Company, o pânico se espalhou a medida em que outras empresas fechavam as portas e a situação financeira da indústria ferroviária se deteriorava e centenas de trabalhadores eram dispensados. Uma vez que os anos que precederam a crise foram prósperos, muitos bancos, comerciantes e fazendeiros assumiram posições arriscadas com seus investimentos e logo foram impactados com a queda dos preços.

## Causas
O começo dos anos 1850 foram muito prósperos para os Estados Unidos, no entanto, no início de 1857, o mercado europeu para bens produzidos no oeste americano começou a dar sinais de fraqueza, o que fez com que banqueiros e investidores daquela região ficassem apreensivos. Já os bancos do Leste americano ficaram temerosos com relação aos seus empréstimos no oeste e alguns inclusive deixaram de aceitar moeda emitida no oeste - uma vez que bancos privados podiam ser emissores naquela época. Antes de 1857, a indústria ferroviária passava por um momento de boom devido ao grande contingente migratório que se dirigia para o oeste (Marcha para o Oeste), especialmente no estado do Kansas. Assim, as ferrovias eram um negócio rentável e os bancos aproveitaram a oportunidade concedendo grandes empréstimos. No entanto, no fim do verão, o valor da terra no oeste caiu e a migração declinou drasticamente fazendo despencar o valor dos títulos das empresas ferroviárias. Na primavera, “o crédito comercial havia secado, forçando os comerciantes já endividados do oeste a reduzir novas compras de estoque”. Como resultado da depressão no oeste, comerciantes em todo os EUA viram as vendas e os lucros caírem.
As ferrovias “haviam criado uma economia nacional interdependente, e agora uma crise no Oeste ameaçava …[uma] crise econômica”. Como muitos bancos haviam financiado as ferrovias e a compra de terras, eles começaram a sentir a pressão dos preços declinantes dos títulos ferroviários. As ferrovias Illinois Central Railroad; Erie Railroad; Pittsburgh, Fort Wayne and Chicago Railway; e Reading Railroad foram todas forçadas a suspenderem as operações devido a crise financeira. As empresas Delaware, Lackawanna and Western e Fond du Lac Railroad foram forçadas a declarar falência. A Boston and Worcester Railroad também passou por fortes  dificuldades financeiras. Os empregados foram informados, em um memorando escrito em outubro de 1857, de que “os bilhetes de passageiros e de frete haviam caído durante o último mês (em comparação com o mesmo período no ano anterior), mais de VINTE MIL DÓLARES, sem muitas perspectivas de melhora durante o inverno por vir”. A empresa também anunciou que os seus trabalhadores receberiam uma “redução no contracheque… de dez por cento”. Além da queda nos preços dos papéis ferroviários, fazendeiros começaram a executar as hipotecas no oeste, colocando ainda mais pressão sobre os bancos.
A gota d'água que realmente deflagrou o pânico de 1857 foi a falência da Ohio Life Insurance and Trust Company em 24 de agosto. A Ohio Life era um banco de estado de Ohio que também mantinha um escritório em Nova Iorque. A empresa detinha uma grande quantidade de hipotecas e era fiadora de outros bancos de investimento em Ohio. A Ohio Life faliu devido a atividades fraudulentas da direção o que ameaçou de falência outros bancos de Ohio e uma corrida aos bancos. De acordo com um artigo publicado no New York Daily Times, os ramos de Nova Iorque e Cincinnati da Ohio Life Insurance and Trust Company foram suspensos; com compromissos de, especula-se, $ 7 000 000.” Por sorte, os bancos que tinham conexões com a Ohio Life Insurance and Trust Company foram reembolsados e “evitaram a suspensão da convertibilidade co-segurando uns aos outros contra corridas de saques”. A falência da Ohio Life chamou atenção para o estado financeiro da indústria ferroviária e do mercado imobiliário, fazendo com que o pânico financeiro se tornasse uma questão mais pública.

Os preços dos grãos também sofreram queda significativa e os fazendeiros passaram por perdas significativas de receita fazendo-os perder muitas de suas terras recentemente adquiridas e hipotecadas. Os preços dos cereais haviam disparado em 1855 para $ 2,19 o bushel de forma que os fazendeiros começaram a comprar terras para ampliar a produção. No entanto, em 1858 os preços já haviam caído para $ 0,80 o bushel.  Muitas cidades do meio-oeste sentiram a pressão da crise. Por exemplo a cidade de Keokuk no estado de Iowa passou por severas dificuldades financeiras em 1857. 
Uma dívida municipal enorme agravou os problemas de Keokuk. Em 1858 a cidade devia $ 900 000, principalmente em títulos ferroviários, enquanto que os preços das propriedades tributáveis caiu para $ 5,5 milhões. Lotes que pagavam $ 1 000 em impostos agora não podiam ser vendidos por $ 10. Proprietários duramente atingidos não puderam mais pagar seus impostos e milhares de propriedades ficaram inadimplentes.
 Como resultado de tamanha queda de preço, as vendas de terras declinaram drasticamente e a expansão para o Oeste ficou paralisada até o fim da crise.
O evento final que levou à causa do pânico de 1857 foi o julgamento da Suprema Corte no caso Dred Scott v. Sandford em março de 1857. Depois de Scott ter tentado um processo para conseguir sua liberdade, o chefe de justiça Roger Taney sentenciou que Dred Scott não era um cidadão americano por ser um afro-americano e portanto não teria direito de ingressar com um processo na Justiça. A decisão também tornou inconstitucional a Concessão de Missouri e era claro que a decisão teria impactos duradouros. Depois do julgamento de Dred Scott, teve início “a rixa política entre ‘solo livre’ e escravidão nos territórios”. Os territórios do oeste estavam agora abertos à opção da escravidão e rapidamente se tornou evidente que isso teria efeitos políticos e financeiros drásticos. “Os warrants fundiários do Kansas e os papéis ferroviários do oeste caíram mais um pouco logo depois do julgamento do caso Scott no começo de março”. Essa flutuação nos preços dos papéis ferroviários provou “que notícias políticas a respeito dos novos territórios influenciavam os mercados de títulos ferroviários e fundiários”. Logo após a decisão de Dred Scott, o pânico de 1857 começou a atingir o seu auge.

## Remédios
Em 1859 a crise começou a arrefecer e a economia americana começou a se estabilizar. O presidente James Buchanan, depois de anunciar que o sistema monetário baseado no papel-moeda parecia estar nas raízes da crise, decidiu tirar de circulação todas as notas bancárias com valor menor que vinte dólares. Ela também “aconselhou os bancos estaduais a romperem com os bancos privados e seguirem o exemplo do governo federal. Ele pensou que essa medida iria reduzir a oferta monetária e assim aumentar o tempo de resposta da produção em relação à demanda para segurar a inflação. O presidente Buchanan queria que os bancos estaduais seguissem o governo federal especificamente com relação ao sistema de tesouro independente.
Esse sistema permitia ao governo continuar fazendo seus pagamentos em espécie o que deu certo alívio às pressões de liquidez que as suspensões de convertibilidades no sistema bancário haviam trazido para o governo. Em dezembro de  1857, o presidente Buchanan revelou a sua nova estratégia de "reforma e não auxílio”, que se concentrava na ideia de que “o governo simpatizava, mas podia fazer nada para aliviar o indivíduos atingidos pela crise”. Para evitar a propagação do crise, o presidente encorajou que o Congresso dos Estados Unidos aprovasse uma lei que cassasse a licença de funcionamento de qualquer banco que suspendesse pagamentos em espécie. Ele também pediu que os bancos estaduais mantivessem encaixes de um dólar para cada três em circulação e desencorajassem que títulos da dívida federal e estadual fossem usados como pagamento de títulos bancários para evitar mais inflação. Além disso, foi aprovada a Tarifa de 1857, uma revisão da Tarifa de 1846, que estava “lentamente destruindo milhares de empreendimentos industriais”.  A Tarifa de 1857 reduziu as alíquotas dos itens da Tarifa de 1846, como uma forma de política fiscal contracíclica, para mitigar os efeitos da crise.

## Resultados
Como resultado da crise de 1857, a economia sulista sofreu pouco ao passo que a do norte se recuperou vagarosamente. A área mais afetada foi a região dos Grandes Lagos e os problemas dessa região foram “rapidamente transmitidos para aquelas empresas no Leste que dependiam de vendas no Oeste”. Em aproximadamente um ano, o sul e a maior parte da economia do norte já haviam se recuperado da crise. Ao fim da crise, em 1859, as tensões entre o norte e o sul aumentavam pela questão da escravatura. A crise de 1857 encorajou a ideia sulista de que o norte precisava do sul para manter uma economia estável e assim, as ameaças sulistas de secessão foram temporariamente arrefecidas. Os sulistas acharam que a crise de 1858 faria o norte “mais aberto às demandas do sul”, o que ajudaria a manter a escravidão nos Estados Unidos por mais algum tempo.